# Retournement du stigmate
Le retournement du stigmate est un concept de sociologie, qui désigne la réappropriation par un groupe marginalisé des éléments utilisés pour le stigmatiser.

## Origine
L'expression en tant que telle "retournement du stigmate" est utilisée pour la première fois par le sociologue français Louis Gruel en 1985, dans la Revue française de sociologie. Mais l'origine du concept est plus compliquée.
Elle est souvent attribuée au livre d'Erwin Gauffman Stigmates et/ou à celui de Howard S. Becker, Outsiders. Ces deux sociologues, en étudiant les stigmates et la notion de norme, parlent de stratégie possible pour les personnes stigmatisées d'adoption des stigmates, voire de conformation à ceux-ci, mais dans une vision négative.
Par la suite, Pierre Bourdieu, dans son ouvrage L’identité et la représentation, y ajoute une dimension plus positive pour les personnes stigmatisées et y introduit la notion de fierté, de faire des stigmates un emblème.

## Définition
La notion de retournement du stigmate, est un concept qui est utilisé pour désigner la récupération, réappropriation par les personnes concernées d'éléments stigmatisant (caractéristiques physiques, insultes...) pour en faire des éléments de fierté. C'est aussi un processus par lequel une personne ou un groupe s’approprie une stigmatisation subie, en la revendiquant ouvertement et en la revalorisant, dans une logique d’affirmation identitaire ou de contestation sociale.

## Utilisations
Ainsi on peut noter dans les retournements du stigmate les plus connus, le courant de la Négritude créé par Aimé Césaire, ou l'utilisation de l'insulte queer (bizarre, tordu en anglais) comme désignation communautaire pour le mouvement LGBTQIA+.

### Dans les mouvements LGBTQIA+

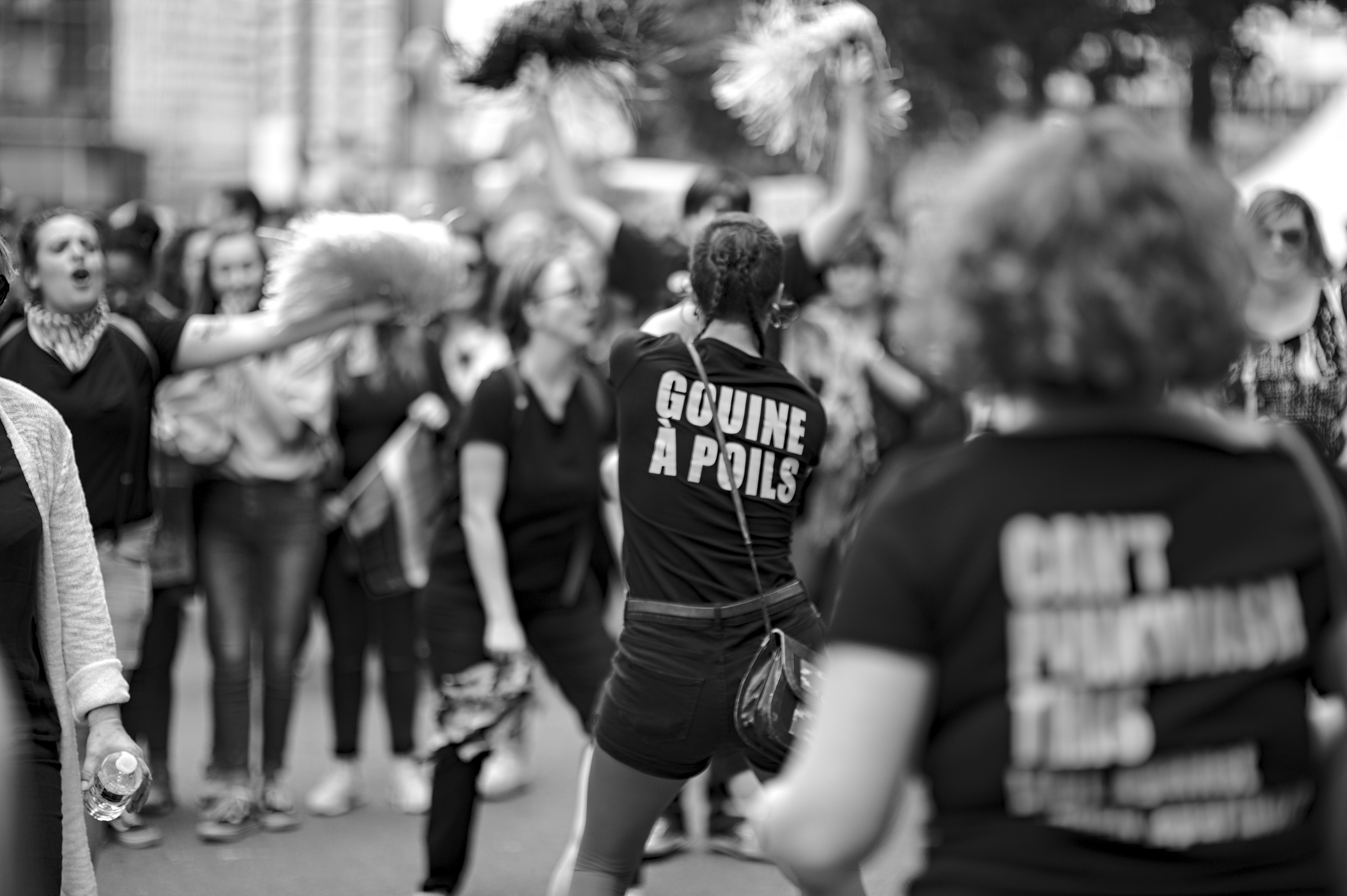
Retournement du stigmate associé au terme « gouine » à la marche des fiertés 2018 de Rennes

Le retournement du stigmate est une stratégie très utilisée dans les milieux militants LGBTQIA+. Ainsi les insultes (pédé, gouines, queer, folle...) sont réutilisées comme des éléments de fierté. Mais cela donne également des modes d'action militants comme le pink bloc. L'esthétique du camp, et la pratiques du voguing, et la culture ballroom sont également des retournements des stigmates liés aux communautés LGBTQIA+ et racisées.

### Dans la lutte anti-raciste
Dans les années 1960, le mouvement noir américain adopte le slogan « Black is beautiful » pour affirmer la valeur positive du mot « Black ».

## Liens et références
1. 1 2 3  « Retournement du stigmate – Publictionnaire », sur publictionnaire.huma-num.fr (consulté le 21 juin 2025)
2. 1 2  adminMixte, « Retournement du stigmate : quand l’insulte rend plus fort·e », sur Mixte Magazine, 24 novembre 2022 (consulté le 21 juin 2025)
3. ↑  « Définitions de retournement du stigmate » , sur La langue française, 26 novembre 2024 (consulté le 21 juin 2025)
4. 1 2  « Queer, salope ou négritude : quand l'insulte détournée devient une force - RTBF Actus », sur RTBF (consulté le 21 juin 2025)
5. ↑  Kévin Bideaux, « Rose: une couleur aux prises avec le genre », BnF ISBN, Éditions Amsterdam,‎ 2023 (ISBN 9782354802769)
6. ↑  Josiane Boutet, « Les vieux et les vieilles: du mépris au retournement du stigmate » , sur SILO, 12 juin 2019 (consulté le 5 juillet 2025)